# Андерссон, Свен Улоф
Свен Улоф Морган Андерссон (швед. Sven Olof Morgan Andersson; 5 апреля 1910 года, Гётеборг, Швеция — 21 сентября 1987 года, Стокгольм, Швеция) — шведский государственный деятель, министр обороны (1957—1973) и министр иностранных дел (1973—1976) Швеции.

## Биография
Обучался профессии плотника, по которой работал его отец. В 1923—1935 гг. преподавал в колледже для рабочих, в 1929—1932 гг. — президент Социал-демократического союза молодежи Швеции в округе Гётеборг. В 1934 г. был избран членом исполнительного совета Социал-демократического союза молодежи Швеции; занимал этот пост до 1940 г. В 1935 г. становится секретарем организации Социал-демократической партии по округу Гётеборга. Избирался в состав городского совета (1938—1940), затем был избран депутатом парламента (1940—1944), затем избирался с 1948 по 1979 гг.
В 1945—1948 гг. — генеральный секретарь шведской Социал-демократической рабочей партии.
- 1948—1951 гг. — министр без портфеля, отвечавший за вопросы финансов и обороны,
- 1951—1957 гг. — министр коммуникаций. На этом посту инициировал программу по реорганизации государственных железных дорог (Statens Järnvägar) и запуска общенациональной телевизионной программы Radio Service (Radiotjänst). С 1956 г. началась с трансляции телевизионных программ. Также добился увеличения производства электроэнергии на гидроэлектростанциях,
- 1957—1973 гг. — министр обороны,
- 1973—1978 гг. — министр иностранных дел Швеции. Являлся сторонником сохранения политики нейтралитета Швеции было, последовательным критиком действий США в ходе войны во Вьетнаме.

Фигурировал в деле о тайной спецслужбе IB. Впоследствии был председателем образованной премьер-министром Улофом Пальме комиссии, расследующей нарушения шведских территориальных вод со стороны неизвестных подводных лодок. Комиссия пришла к выводу, что это были подводные лодки, принадлежавшие СССР.
В 1987 году удостоен золотой медали за выдающиеся заслуги перед шведской культурой, наукой и обществом — Иллис Кворум.